# Сагайдачное (Белгородская область)
Сагайда́чное — село в Прохоровском районе Белгородской области России, входит в состав Призначенского сельского поселения.

## История
В 1794 году «по указу казенной палаты» было создано село Сагайдачное. Заселили его жителями  из села Подольхи. До 1855 года село было разделено на две самостоятельные деревни: восточная часть сегодняшнего села, та, где расположена школа называлось Сагайдачная плота, как и лог, впадающий в Северный Донец. Название Сагайдачное перешло от Сагайдачного шляха, названного в свою очередь так после походов гетмана Сагайдачного на Русь (первая четверть XVII века).
Село по административному делению относилось к Курской губернии  Корочанского уезда Подольшанской волости. В 1858 году 10-я ревизия насчитала в селе Сагайдачном «вместе с хутором Высыпным» Корочанского уезда 233 жителя мужского пола. В 1862 году в селе располагалось 29 дворов, 366 жителей. В 1880 году село разрослось до 559 дворов и 477 жителей, в 1890 - 460 жителей, а к 1900 г. в селе было уже 140 подворий. 
Основными видами деятельности крестьян было сельское хозяйство, производство пшеницы, прядильное дело (пряли из шерсти и конопли). В селе проводились 3 ярмарки. В селе действовала деревянная Покровская церковь. К её приходу относились жители и других  деревень и хуторов: д. Боброво, х. Широкий, х. Камышевка, х. Погореловка и х. Высокий. Вели обучение грамоте несколько школ -  две церковно-приходские школы и школа грамоты. Церковь существовала до 1935 года, после чего по настоянию жителей села, ее останки были использованы для строительства новой школы. В 19337 году на месте церкви построили новую семилетнюю школу.
С приходом советской власти, в 1929 году в селе образовался колхоз  «Ответ вредителям». В селе имелись два трактора и 7 ветряных мельниц, волнотрепалки.
Великая Отечественная война не обошла стороной Сагайдачное. Жители уходили на фронт добровольцами, помогали в тылу, принимали участие и в рытье окопов для Воронежского фронта.
Первый фельдшерский пункт был организован в селе в 1947 году  в доме местной жительницы Анны Петровны Мощенко, а же в 1948 открылся новый медпункт.
В 1954 году Сагайдаченский сельский Совет был ликвидирован по Указу Президиума Верховного Совета РСФСР, и  стал входить в состав Призначенского сельского Совета.

## Население
| 2002 | 2010 |
| ---- | ---- |
| 314  | ↘279 |

## Известные уроженцы
- Мирошников, Анатолий Иванович (род. 1940) — советский и российский биохимик, академик РАН.